# Wisenberg
Wisenberg är en bergstopp i Schweiz.   Den ligger i distriktet Bezirk Sissach och kantonen Basel-Landschaft, i den centrala delen av landet, 60 km nordost om huvudstaden Bern. Toppen på Wisenberg är 1 001 meter över havet, eller 322 meter över den omgivande terrängen. Bredden vid basen är 3,1 km.
Terrängen runt Wisenberg är huvudsakligen kuperad. Runt Wisenberg är det tätbefolkat, med 709 invånare per kvadratkilometer.. Närmaste större samhälle är Trimbach, 4,1 km söder om Wisenberg. 
Omgivningarna runt Wisenberg är en mosaik av jordbruksmark och naturlig växtlighet.